# Кенчадзе, Лери
Лери Кенчадзе (16 августа 1986 года, Тбилиси, Грузинская ССР, СССР) — фигурист из Болгарии, пятикратный чемпион Болгарии (2007 года (с Ниной Ивановой) и четырежды 2012—2015 годах (с Елизаветой Макаровой)) в парном катании.

## Карьера
Лери Кенчадзе выступал с Ниной Ивановой, затем с Александрой Гончарук. В 2011 году принял участие в чемпионате мира в паре с Александрой Малаховой, где они заняли 22-е, последнее, место. С 2012 года выступает с Елизаветой Макаровой. На чемпионате мира 2012 года пара заняла 23 место. Тренируется у Андрея Лутая. Его брат близнец Георгий Кенчадзе выступал за Болгарию в мужском одиночном катании, а позже перешёл в танцы на льду.
В конце 2013 года на турнире в Германии боролся за право выступать на Олимпийских играх, однако у их пары не было шансов. Однако пара выступила как всегда на европейском и мировом чемпионатах. Многие подозревали, что фигуристы завершат свои выступления, однако пара выступала и на следующий год на хорватском турнире Золотой конёк Загреба 2014; правда спортсмены заняли предпоследнее место.